# Минг Урик (станция метро)
«Минг Урик» (узб. Ming O’rik — тысяча урючин) — станция Ташкентского метрополитена.
Открыта для пассажиров 26 октября 2001 года в составе первого участка Юнусабадской линии : «Хабиб Абдуллаев» — «Минг Урик».
Конечная, расположена за станцией — «Юнус Раджаби».

## Характеристика
Станция : колонная, трехпролётная, мелкого заложения с двумя подземными вестибюлями.
На станции два перехода на Узбекистанскую линию станцию «Айбек»: один в вестибюле станции, другой оригинальный 140 метровый пешеходный тоннель прямо с платформы станции.

## Оформление

Спуск на станцию.

Отделана светлым мрамором.

## Путевое развитие
За станцией расположен оборотный тупик, от которого отходит однопутная ССВ, на Узбекистанскую линию.